# Couto (Taboada)
Couto (llamada oficialmente San Martiño de Couto) es una parroquia española del municipio de Taboada, en la provincia de Lugo, Galicia.

## Organización territorial
La parroquia está formada por doce entidades de población, constando ocho de ellas en el nomenclátor del Instituto Nacional de Estadística español:
- Baiuca
- Bandomil
- Carballal
- Cruceiro (O Cruceiro)
- Fontao
- Igrexa
- Lustiás
- Mariz
- Millán
- Outeiro
- San Martiño
- Santa Marta

## Demografía
| Gráfica de evolución demográfica de Couto entre 2000 y 2021 |
|                                                             |
| Datos según el nomenclátor publicado por el INE.            |